# 淡色花皮蛛
淡色花皮蛛（学名：Scytodes pallida）为花皮蛛科花皮蛛屬下的一个种。其种加词“pallida ”意为“淡色的”。